# Ferrovia Bresenza-Capodistria
La ferrovia Bresenza–Capodistria (in sloveno železnica Prešnica–Koper) è una linea ferroviaria della Slovenia, costruita nel 1967 per volere del maresciallo Tito, allo scopo di collegare il porto di Capodistria alla rete ferroviaria iugoslava.
Si dirama dalla ferrovia Istriana presso Bresenza.
Elettrificata nel 1975, ha acquisito grande importanza dopo l'indipendenza della Slovenia dalla Jugoslavia, poiché Capodistria è l'unico porto sloveno.

È in costruzione l'ammodernamento e potenziamento della linea a servizio del porto, integrandola al corridoio paneuropeo V che dall'Italia, attraverso la Slovenia, prosegue verso est.

## Storia
A seguito della definizione del confine tra Italia e Jugoslavia dopo la seconda guerra mondiale, il porto di Trieste, il più importante del Mare Adriatico settentrionale, entrò a far parte dell'Italia, mentre tutto il suo entroterra divenne parte della Jugoslavia. Questa situazione spinse il governo jugoslavo ad espandere il vicino porto di Capodistria, che si trovava nel proprio Paese e che però allora era senza collegamento ferroviario, essendo stata soppressa nel 1935 la ferrovia Trieste-Capodistria-Parenzo.
La Jugoslavia decise quindi di collegare Capodistria, realizzando da Bresenza una diramazione della cosiddetta Ferrovia Istriana. Il progetto di questa linea prevedeva l'attraversamento delle montagne carsiche dell'Istria settentrionale, che ha portato ad un percorso molto impegnativo: la linea è infatti lunga 31,4 km, mentre la distanza in linea d'aria da Bresenza a Capodistria è di soli 16 km. Il risultato finale fu lo scavo di gallerie e la realizzazione di due anelli di inversione di circa 180 gradi ciascuno (situati uno a Cernotti e l'altro presso Cristoglie), con pendenze fino al 2,5% e un dislivello di 493 m.
Il primo treno, proveniente dalla Cecoslovacchia con un carico di 40 vagoni di zucchero, giunse a Capodistria il 16 novembre 1967, mentre il 2 dicembre 1967 la ferrovia venne inaugurata ufficialmente. La linea venne poi elettrificata nel 1975.
Dopo la dissoluzione della Jugoslavia, l'intera linea, che si trova in Slovenia, è stata gestita dalle Ferrovie slovene (SŽ), mentre Capodistria è diventato l'unico porto commerciale del Paese: questa situazione ha accresciuto pertanto l'importanza della linea ferroviaria.
A causa delle sue ripide salite e delle curve strette, tuttavia, la linea ferroviaria ha una capacità limitata e rappresenta un collo di bottiglia nel traffico merci. Nel 2017 circa 180 treni merci alla settimana hanno utilizzato la linea, di cui 16 treni per Graz e tre treni per l'aeroporto Schwechat di Vienna, per un totale di circa 24 milioni di tonnellate di merci trasportate attraverso la linea.

## Percorso
|  | Unknown route-map component "CONTgq" | Unknown route-map component "STR+r" |  |  |

| Stop on track |

|  |  | Unknown route-map component "ABZgl" | Unknown route-map component "CONTfq" |  |

| Station on track |

| Enter and exit short tunnel |

| Enter and exit short tunnel |

| Station on track |

| Station on track |

| Unknown route-map component "exLCONTgq" | Unknown route-map component "eABZg+r" |  |

| Small non-passenger station on track |

| Unknown route-map component "BS2+l" | Unknown route-map component "BS2+r" |

| Non-passenger end station | Straight track |

|  | End station |

## Ampliamenti futuri
Per molti anni si è discusso su come aumentare la capacità di traffico della linea, ampliando l'infrastruttura esistente con un secondo binario o costruendo una nuova linea, ma in entrambi i casi il costo dei lavori ha inizialmente frenato ogni possibilità.

### Referendum
Nel 2017 la Slovenia ha approvato una legge per finanziare la costruzione di un secondo binario, attraverso una partnership pubblico-privata. Il costo del progetto è stato stimato in un miliardo di euro, con un'offerta di finanziamento di 200 milioni di euro da parte dell'Ungheria, molto interessata al collegamento, e un impegno di finanziamento di 109 milioni di euro da parte dell'Unione europea, oltre a un prestito a lungo termine della Banca centrale europea che supera un terzo del costo. Tuttavia, nel 2017 un comitato di oppositori ha chiesto ed ottenuto l'indizione di un referendum nazionale sul progetto, che si è tenuto il 24 settembre 2017 e che ha visto una bassa affluenza (circa il 20%) di elettori, pur con il 53,5% dei voti a favore del progetto. Successivamente, il comitato referendario ha presentato ricorso alla Corte suprema, accusando il governo di aver finanziato la campagna elettorale a favore del sì alla linea ferroviaria. A metà marzo 2018, la Corte suprema ha accolto il ricorso, annullando lo scrutinio e ordinando la ripetizione del referendum il successivo 13 maggio 2018. A seguito della sentenza, Miro Cerar si è dimesso dall'incarico di primo ministro. Nella successiva tornata, solo il 14% degli elettori sloveni ha partecipato alla votazione, non rendendo così valido l'esito del referendum, il quale sarebbe stato contrario al riammodernamento della ferrovia. Pochi giorni dopo la conclusione del secondo referendum, la Commissione europea ha quindi stanziato un ulteriore contributo a fondo perduto di 109 milioni di euro, da sommarsi ai precedenti 44,3 milioni di euro già trasferiti.

### Progetto
| Continuation backward |

| Station on track |

| Unknown route-map component "CONTgq" | Junction both to and from right |  |

|  | Unknown route-map component "xABZgl" | Unknown route-map component "CONTfq" |

| Unknown route-map component "extSTRa" |

| Unknown route-map component "extSTRe" |

| Unknown route-map component "exhbKRZWae" |

| Unknown route-map component "extSTRa" |

| Unknown route-map component "extSTRe" |

| Unknown route-map component "exhbKRZWae" |

| Unknown route-map component "exTUNNEL2" |

| Unknown route-map component "extSTRa" |

| Unknown route-map component "extSTRe" |

| Unknown route-map component "exTUNNEL1" |

| Unknown route-map component "exhbKRZWae" |

| Unknown route-map component "extSTRa" |

| Unknown route-map component "extSTRe" |

|  | Unknown route-map component "xABZg+l" | Unknown route-map component "CONTfq" |

| Small non-passenger station on track |

| Unknown route-map component "BS2+l" | Unknown route-map component "BS2+r" |

| Non-passenger end station | Straight track |

|  | End station |

La nuova linea, lunga 28 km, sarà a doppio binario e completamente indipendente dalla linea esistente, collegando Capodistria direttamente con Divaccia, snodandosi lungo il confine italiano, in due punti ad una distanza di pochi metri.
I parametri tecnici della nuova linea saranno più favorevoli di quelli della linea esistente, incluso il fatto che la linea sarà lunga quasi la metà dell'attuale distanza ferroviaria tra Capodistria e Divaccia. La pendenza dovrebbe essere in media solo del 17‰, con un apice di 433 m s.l.m., ovvero quasi 100 metri più in basso del tratto già esistente. La velocità massima sarà aumentata a 160 km/h ed il percorso si svolgerà principalmente in galleria: saranno realizzate otto gallerie di lunghezza compresa tra 128 m e 6.714 m. La seconda linea aumenterà la capacità totale del collegamento a 220 treni al giorno e a 41 milioni di tonnellate di merci all'anno.